# Bàlsam negre de Riga
El bàlsam negre de Riga (Rīgas Melnais balzams en letó) és un licor d'herbes tradicional de Letònia fet amb diferents ingredients naturals mesclats en vodka pur amb un 45% de volum d'alcohol. Pot beure's sol o amb gel i també com a base de diferents còctels. També pot servir-se amb te, cafè, suc o begudes suaus o acompanyant un gelat. La beguda és negra i molt amarga, però amb una dolçor característica.
La recepta tradicional va ser creada per un farmacèutic de Riga i està basada en una combinació de 24 plantes, flors, fruits, arrels, olis i altres ingredients naturals macerats en barrils de roure. A més de Letònia el bàlsam és famós internacionalment i ha rebut més d'una trentena de premis en fires. El produeix l'empresa Latvijas Balzams i té una història que es remunta al segle xviii. Se sol presentar amb un tradicional envàs de ceràmica.
S'utilitza com a medicina tradicional i es considera un bon remei per al refredat i els problemes digestius. Segons la llegenda, l'emperadriu Caterina II de Rússia va posar-se malalta durant una visita a Riga, però va curar-se gràcies a l'efecte del bàlsam.